# 廖雋嘉
廖雋嘉（Elise Liao Jun Jia，1982年5月16日—），中國女歌手及演員。

## 簡歷
廖雋嘉畢業於廣州星海音樂學院的鋼琴系。2004年被大國文化唱片公司發掘，與梁靖琪(Toby)、陳美詩(Macy)及張曼伶(Bella)組成四人組合“女生宿舍”，期間推出第一首由自己作詞的單曲我不怕輸。除此，她亦被多個廣告商垂青，包括香港駕駛學院及Pizza Hut，也成為通利琴行數碼鋼琴的唯一代言人。演戲方面，一開始便有幸與影帝黃秋生和影后羅蘭演對手戲，還得到爾冬陞導演賞識，參演千杯不醉。在中國大陸，也曾主持了75集韓國電視劇《醫道》的電視解說“醫唱醫和”。此外，在香港也曾擔任喜多郎和K D Lang Live in Hong Kong的開場演奏嘉賓。

## 音樂作品

### 曾参与專輯
- 《七月与安生》话剧原声音乐碟
- 《钢的琴》话剧原声音乐碟

### 個人專輯
- 2005年12月15日：《鋼琴女生》，大國文化唱片公司發行[2]。
- 2008年1月10日：《嘉油站》

### 專輯（女生宿舍）
- 2004年：《Life Is Beautiful》，大國文化唱片公司發行。

## 演出作品

### 劇集

#### 2004
- 香港 now.com.hk 網劇《金甲蟲探偵學院》，飾演 游柔

#### 2005
- 香港艺术节音乐剧《留着爱》，饰演 梁小光

#### 2006
- 中國連續劇《相遇》，飾演 Moon

#### 2007
- 《晴天日记》，饰演 晴天

### 其他演出

#### 2004
- 香港「喜多郎Live in Hong Kong」演奏嘉賓

#### 2005
- 中國音樂舞台劇—走失愛情的地鐵
- 廣州韓國電視劇「醫道」電視解說「醫唱醫知」74集節目主持
- 香港「K D Lang Live in Hong Kong」演奏嘉賓
- 香港「Roberta Flack Valentine's Live in HK 記者會」演奏嘉賓
- 香港「05歌神賀歲嘉年華演唱會」表演嘉賓

#### 2006
- 南京「齊秦真情20年南京演唱會」表演嘉賓
- 北京「第6屆百事音樂風雲榜頒獎典禮」表演嘉賓
- 維也納「維也納中國新民歌經典音樂會」表演嘉賓

#### 2007
- 香港音樂舞台劇「留著愛」，飾演梁小光

#### 2010
- 3月19日：嘉样年华城市弹唱会（北京站）
- 2月1日：嘉样年华城市弹唱会（杭州站）

#### 2011
- 根据安妮宝贝同名小说改编的话剧《七月与安生》 作曲及演唱
- 三宝音乐剧《三毛流浪记》 音乐指导

#### 2012
- 根据张猛电影改编的话剧《钢的琴》 作曲及演唱
- 三宝音乐剧《钢的琴》 音乐指导

#### 2013
- 三宝音乐剧 《王二的长征》 音乐指导

## 曾獲獎項

### 2001
- 中國“廣東省Toyama盃鋼琴比賽”亞軍
- 香港“第十一屆香港亞洲鋼琴公開賽”第四名

### 2004
- 廣東電台“2004年音樂先鋒榜”廣東最受歡迎女子組合獎—金獎
- 香港“PM第三屆人氣歌手奪標頒獎禮”PM新進閃爍女子組合
- 香港“PM第三屆樂壇頒獎禮”PM火熱概念組合新人獎
- 廣州電台“2004年金曲金榜頒獎晚會”港台金曲獎—「全女打」
- 廣州電台“2004年金曲金榜頒獎晚會”新登場女組合大獎
- 雅虎香港“Yahoo!搜尋人氣大獎2004”演藝新力軍組別
- TVB“2004年勁歌金曲優秀選第二回”新星試打
- 新城電台“新城勁爆頒獎禮2004”勁爆新人王（組合）
- 香港電台“第二十七屆十大中文金曲頒獎禮”最有前途新人獎（組合）銅獎

### 2005
- 香港“TVB8金曲榜”最佳唱作歌手銅獎
- 廣州電台“2005年金曲金榜頒獎晚會”創作新人獎
- 廣州電台“2005年金曲金榜頒獎晚會”內地金曲獎 —「等等等等」
- 香港新城電台“勁爆頒獎禮2005”新登場海外歌手

### 2006
- 廣州電台“2006年金曲金榜頒獎晚會”優異表現獎
- 香港“新城國語力頒獎禮”媒體專業評選全國優秀歌手獎
- 香港“新城國語力頒獎禮”新城國語新勢力歌手
- 中國“雪碧中國原創音樂流行榜”優秀新人獎
- 中國“9+2音樂先鋒榜2005年度頒獎典禮”內地最受歡迎新人獎
- 中國“9+2音樂先鋒榜2005年度頒獎典禮”內地年度先鋒金曲 —「等等等等」
- 中國“亞太音樂榜2005-2006年度新人大獎”最佳實力新人獎
- 中國“第三屆勁歌王年度總選頒獎禮”內地最有前途新人獎

### 2007
- 中國“第四屆勁歌王年度總選頒獎禮”網路人氣歌手獎

## 外部連結
- 廖雋嘉的新浪微博
- 豆瓣音乐人、作者小站 - 廖雋嘉 （页面存档备份，存于）
- 虾米音乐人主页 - 廖雋嘉 （页面存档备份，存于）
- 廖雋嘉香港官方網站 （页面存档备份，存于）